# Курт Гімер
Курт Гімер (нім. Kurt Himer; 21 грудня 1888, Котбус — 4 квітня 1942, Сімферополь) — німецький воєначальник, генерал-лейтенант вермахту. Кавалер Німецького хреста в золоті.

## Біографія
21 квітня 1908 року вступив в Прусську армію. Учасник Першої світової війни. Після демобілізації армії залишений в рейхсвері. З 10 листопада 1938 року — військовий аташе у Варшаві. З 9 вересня 1939 року — начальник Генштабу 1-ї прикордонної ділянки, з 15 вересня — корпусу «Каупіш». З 19 вересня по 22 жовтня 1939 року — військовий командувач в Данцигу і Західній Пруссії. З 7 листопада 1939 по травень 1940 року — начальник Генштабу 31-го вищого командування особливого призначення. З 8 вересня 1940 по 1 квітня 1941 року — командир 216-ї піхотної дивізії. З квітня по 19 серпня 1941 року — німецький генерал при Верховному командуванні Королівських угорських збройних сил. З 17 вересня 1941 року — командир 46-ї піхотної дивізії. Учасник Німецько-радянської війни, відзначився у боях в Криму. 26 березня 1942 року важко поранений під час мінометного обстрілу, після чого Гімеру довелось ампутувати ногу. Помер у шпиталі від отриманих ран.

## Нагороди
- Залізний хрест 2-го і 1-го класу
- Хрест «За заслуги у війні» (Саксен-Мейнінген)
- Хрест «За військові заслуги» (Австро-Угорщина) 3-го класу з військовою відзнакою
- Почесний хрест ветерана війни з мечами (1934)
- Пам'ятна військова медаль (Угорщина) з мечами
- Медаль «За вислугу років у Вермахті» 4-го, 3-го, 2-го і 1-го класу (25 років; 2 жовтня 1936) — отримав 4 нагороди одночасно.
- Орден Заслуг (Угорщина)
  - офіцерський хрест (22 грудня 1936)
  - командорський хрест з мечами
- Німецька імперська відзнака за фізичну підготовку
- Застібка до Залізного хреста 2-го і 1-го класу
- Німецький хрест в золоті (23 жовтня 1942)
- Нагрудний знак «За поранення» в сріблі